# Font de Sant Mateu
La Font de Sant Mateu es troba al Parc de la Serralada Litoral, la qual és, probablement, la font més coneguda del susdit parc.

## Descripció
Rep el seu nom de l'ermita que hi ha a prop. La seua aigua prové d'una mina i es recull en una gran bassa (la Bassa de Sant Mateu) davant de la font. El broc està en una fornícula deprimida, amb una imatge del sant en ceràmica vidriada al damunt. La seua aigua es considerava molt digestiva i sovint la gent pujava a estar-s'hi una estona bevent després d'un àpat copiós. Actualment raja molt poc o gens, encara que els entesos creuen que amb una neteja de la mina tornaria a rajar sense problemes. De fet, a la bassa sempre hi ha aigua i sovint presenta indicis d'haver vessat a terra, fet que demostra que l'aqüífer encara no està esgotat.

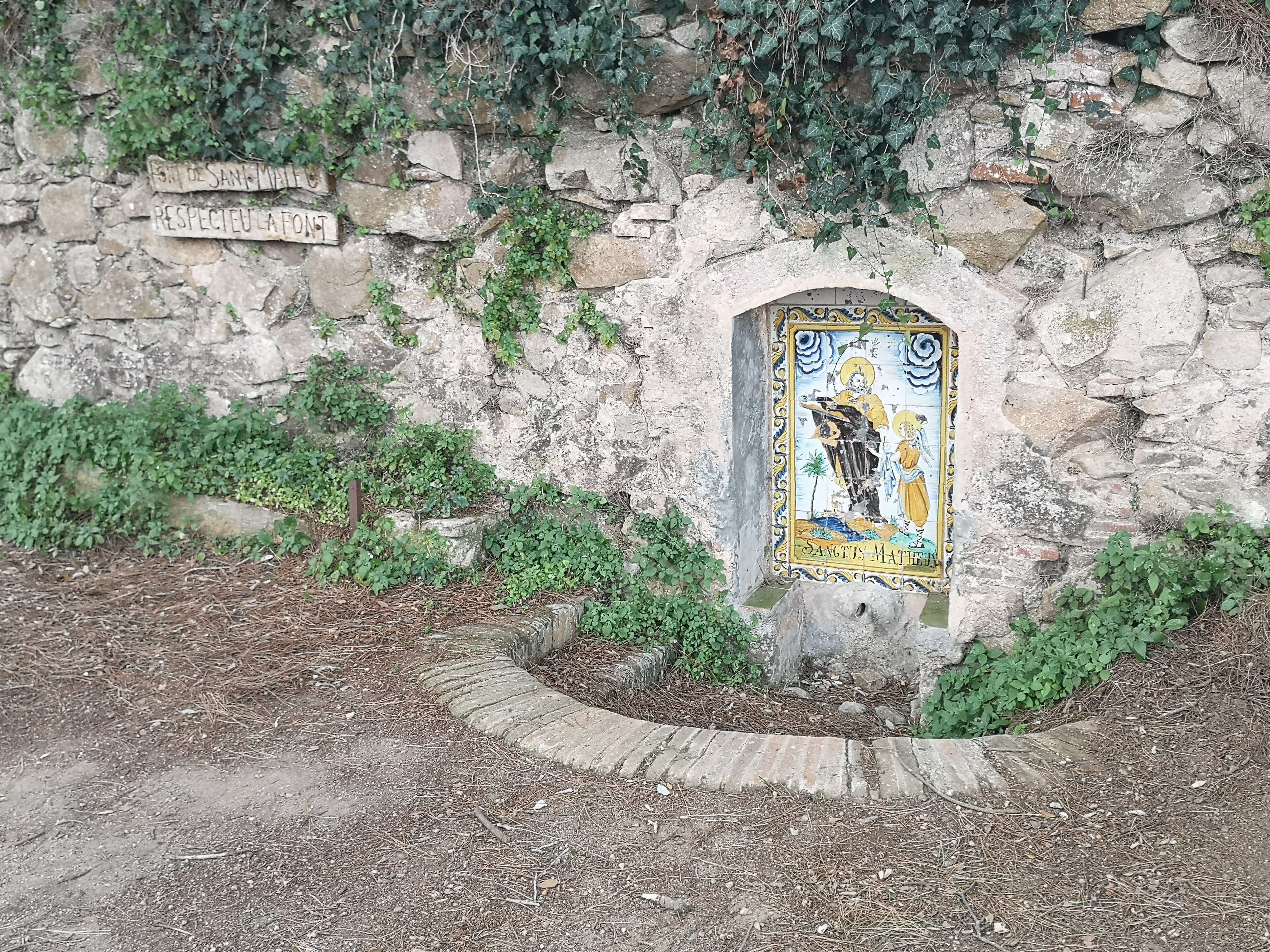

## Accés
És ubicada a Premià de Dalt i és accessible amb cotxe: situats al Pi de la Creu de Can Boquet, seguim la pista de la Carena en direcció sud. A 1,4 km, davant de l'estació transformadora, prenem una pista a la dreta que duu a Can Riera. La font és just en el punt on una cadena talla el pas cap a aquesta masia. Coordenades: x=444035 y=4596763 z=450.